# Паклова
Паклова (ест. Paklova), також Паклува, Вяйко-Паклова, Вяйке-Паклова, Малоэ-Паклово, Пакла, Орунді, Ору — село в Естонії, входить до складу волості Меремяе, повіту Вирумаа.